# Fiorella Flores
Fiorella Silvana Florez Villegas (Trujillo, 21 de septiembre de 1984) es una modelo y actriz peruana.
Florez ganó títulos de belleza como Miss Perú América 2003, Miss La Libertad 2005 y finalista en Miss Perú 2005.  Seguidamente ganó Miss Caraïbes Hibiscus 2005, en la Isla de Saint Martin.
Debutó como actriz en inicios del 2006 en la serie de televisión Así es la vida. En 2007, participó como modelo del programa concurso Habacilar.
En 2013, ingresó a la agrupación femenina Las Vengadoras, liderada por Tilsa Lozano. Su participación televisiva le permitió desarrollarse en simultáneo como actriz.

## Vida privada
Tiene dos hijas.

## Créditos

### Televisión y cine
- Así es la vida (2006-07, 2008) como Claudia Ganoza.
- Habacilar (2007–08), modelo.
- Vidas paralelas (2008; película) como Ciudadana de Lima.
- Los del barrio (2008) como Linda Sánchez.
- Los Barriga (2008) como Cristina.
- Chico de mi barrio (2010) como Bárbara.
- Hasta las estrellas (2010) como Mayra.
- Al fondo hay sitio (2011, 2 episodios como Raquel) / (2014 como Débora Ordinola) / (2025, como Greta)
- Corazón de fuego (2012) como Marilyn.
- La faraona (2012) como Maricarmen.
- Mi amor, el wachimán (2012) como María Inés.
- Los amores de Polo (2013) como Victoria Ravelli.
- Extirpador de idolatrías (2014; película) como Reportera de TV.
- Al filo de la ley (2015; película) como Jimena.
- Pensión Soto (2017) como Regina "Figurita" Figueroa.
- De vuelta al barrio (2021) como Nikki Nicole.

### Teatro
- Un cuento de cuentos (2013) como La reina (rol principal), Alianza Francesa.
- Marat/Sade (2013) como Charlotte.